# Hugh Hefner
Hugh Marston Hefner (Chicago, 9 de abril de 1926-Los Ángeles, 27 de septiembre de 2017), apodado coloquialmente Hef, fue un editor de revistas para adultos y empresario estadounidense famoso por ser el fundador y redactor jefe de la revista Playboy. Se convirtió en un carismático icono y defensor de la revolución sexual y la libertad personal.

## Biografía

### Primeros pasos
Nació en Chicago el 9 de abril de 1926. Asistió a la escuela primaria de Sayro y a la secundaria High School de Steinmentz de Chicago. Sirvió en el ejército estadounidense durante los últimos meses de la Segunda Guerra Mundial. Posteriormente, estudió Psicología en la Universidad de Illinois en Urbana-Champaign.
Cuando la revista Playboy apareció en los quioscos en 1953, apareció una nueva visión sobre como tratar la sexualidad en la vida estadounidense. Hugh Hefner fue el verdadero precursor del erotismo gráfico a principios de los años cincuenta. Cuando los desnudos estaban relegados a revistas marginales y semiclandestinas, él reivindicó la sexualidad humana. Con un tono juguetón, pero en un contexto donde cabían la libertad de expresión, el periodismo serio y la literatura. 
Tenía solo 27 años cuando trabajaba de director de circulación de una revista llamada Children's Activities. Habiendo sido educado en el seno de una familia estricta, conservadora y muy religiosa, soñaba con crear una revista a la que llamaría Stag Party (frase que en inglés se usa para hablar de una fiesta de hombres solos). Con mucho esfuerzo y dinero conseguido entre los amigos, logró sacar el primer número de su revista, que en el proceso se transformó en Playboy y que tuvo como imagen corporativa un conejo, dibujado por Arv Miller. Playboy gozó de un triunfo inmediato, principalmente porque Hefner había comprado una fotografía de la actriz Marilyn Monroe desnuda; había sido tomada antes de su éxito en Hollywood, y Hefner la compró a su autor y la utilizó como el desplegable de su primera edición. Monroe ya era una estrella en el momento en que la revista fue publicada. La edición incluyó un editorial escrito por Hefner donde exponía la filosofía de Playboy. 

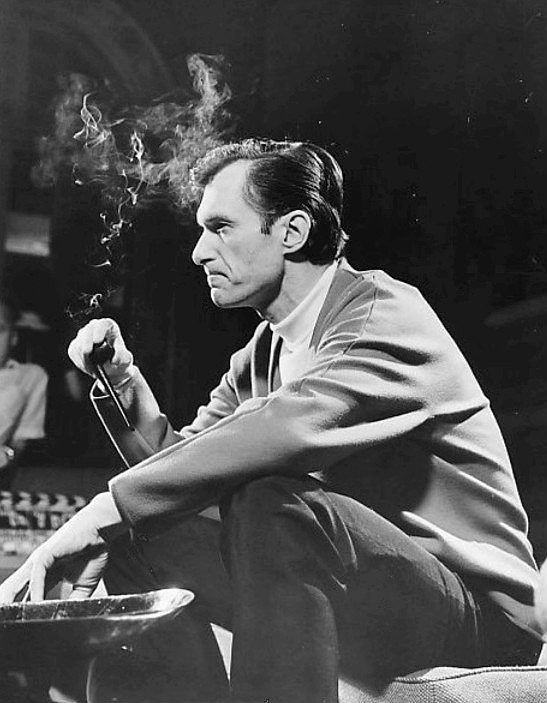
Hefner con su característica pipa Playboy en 1966.

Se hizo famoso cuando en los 60 dirigía su imperio desde la amplia cama de la Mansión Playboy ubicada en Chicago. El magnate era dueño de una cadena de clubes nocturnos, atendidos por chicas disfrazadas de conejitas («bunnys») y se extendió a otros negocios, como casinos y hoteles. En ese mismo año se realiza «Playboy’s Penthouse», una serie semanal para TV donde aparecen él con un montón de «amigos» de la revista, como el cómico Lenny Bruce y cantantes como Ella Fitzgerald, realizando entrevistas a personajes públicos. Era su demostración contra el puritanismo y a favor de los placeres de la vida.
Hefner fue un precursor, un defensor de las libertades individuales, un activista de la igualdad racial. Ya en la década de 1960, en uno de sus clubes del sur de los Estados Unidos, actuó un humorista negro delante de un público blanco, al que le siguieron otros. También hizo entrevistas y mostró su apoyo a activistas de los derechos afroamericanos como Martin Luther King o activistas de los derechos humanos y pacifistas contrarios a la guerra de Vietnam.[cita requerida]
En 1992 admitió que Playboy se involucró en el caso Roe contra Wade que legalizó el  aborto en Estados Unidos en 1973.

### Elimperio Playboy: crisis y repunte

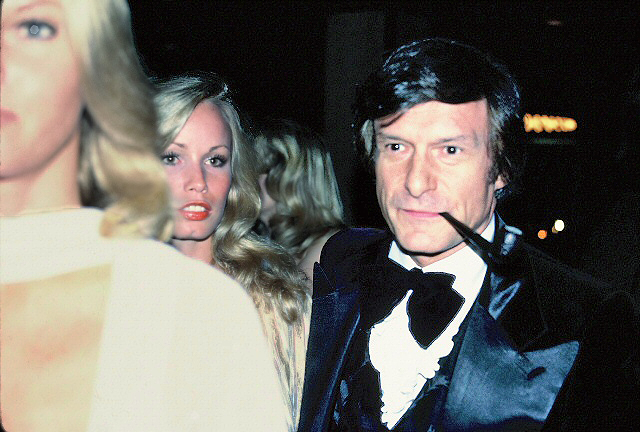
Hefner en el estreno de la película F. I. S. T. de Sylvester Stallone en 1978.

En los 70, el imperio Playboy comenzó a venirse abajo, cuando le salió competencia más dura, revistas como High Society o Hustler (fundada por Larry Flynt). Comenzaron a cerrarse los clubs, hasta que Hefner cedió las riendas a su hija, Christie, quien reflotó exitosamente la empresa. Así las cosas, Playboy extendió su línea comercial al mundo del cine, el video y la cibernética, convirtiéndose en una sólida y moderna corporación.

## Relaciones
Su dedicación y el éxito de la revista provocó su divorcio de su primera esposa, Mildred Williams, en 1958, con quien tuvo dos hijos: Christie y David. Una de sus novias más duraderas fue la playmate Barbi Benton, quien apareció varias veces en la revista. Luego se casó con la playmate Kimberley Conrad, en 1989, lo que fue celebrado con una edición especial para coleccionistas de Playboy, donde la flamante novia aparecía en diversas poses y desnudos a lo largo de 93 páginas. Hefner tenía 63 años y Kimberly, 25. En enero de 1998, se separó de Kimberly, con quien había tenido dos hijos: Marston y Cooper.
Hugh Hefner se encontraba comprometido con Crystal Harris desde el 24 de diciembre de 2010 para el que sería su tercer matrimonio, pero el 14 de junio de 2011 Crystal Harris decidió poner fin a la relación. Sin embargo, el 31 de diciembre de 2012, en la Mansión Playboy, finalmente se casaron los dos, con un reducido número de familiares y amigos invitados.

## Muerte
El 28 de septiembre de 2017, se anunció a través de la cuenta oficial de Playboy en Twitter que Hefner había fallecido en su residencia Mansión Playboy en Holmby Hills, Los Ángeles a los 91 años de edad debido a causas naturales.